# Agua del Tanque
Agua del Tanque är en ort i Mexiko.   Den ligger i kommunen San Juan Lachigalla och delstaten Oaxaca, i den sydöstra delen av landet, 400 km sydost om huvudstaden Mexico City. Agua del Tanque ligger 1 720 meter över havet och antalet invånare är 121.
Terrängen runt Agua del Tanque är kuperad. Runt Agua del Tanque är det glesbefolkat, med 10 invånare per kvadratkilometer. Närmaste större samhälle är Coatecas Altas, 15,6 km väster om Agua del Tanque. I omgivningarna runt Agua del Tanque växer huvudsakligen savannskog.